# Руллепёльсе

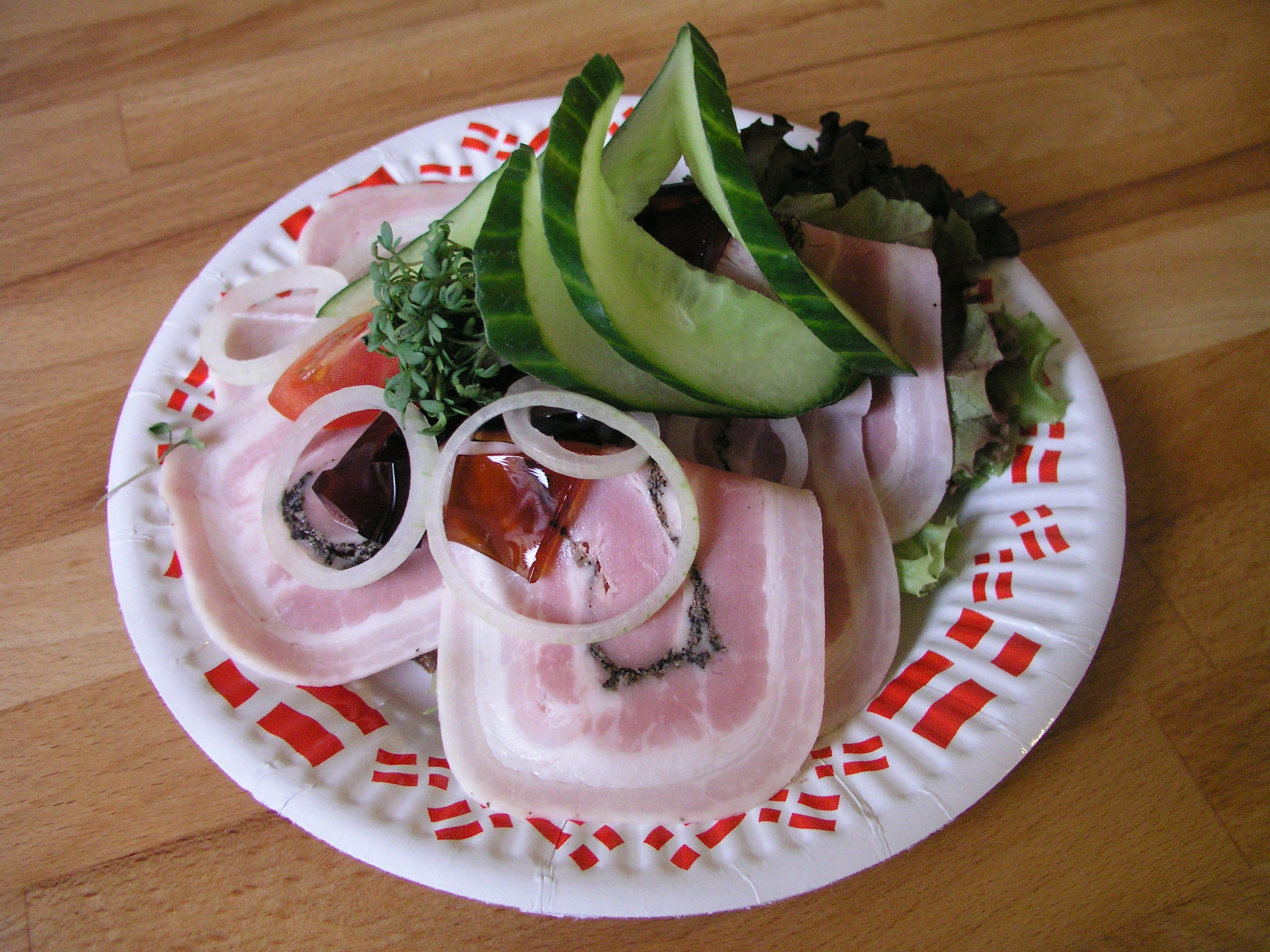
Фото 1

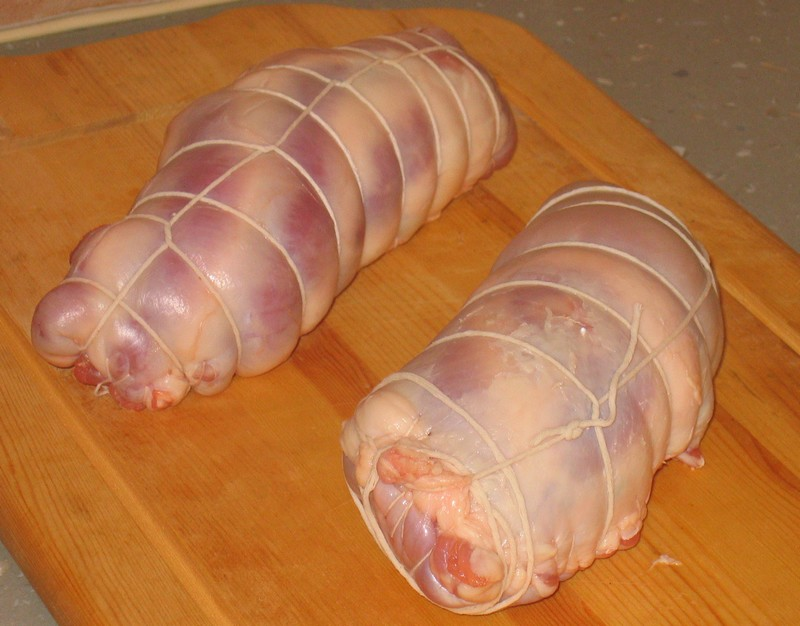
Фото 2

Rullepølse (датское произношение: [ˈʁuləˌpʰølsə], рулет из колбасы) — традиционная датская мясная нарезка. Кусок свиной грудинки — в некоторых вариантах используется говяжий или бараний бок — раскатывается и посыпается травами и приправами (соль, перец, душистый перец), рубленым луком и в некоторых вариантах петрушкой. Затем его сворачивают и помещают в рассол на несколько дней, после чего помещают в специальный пресс, охлаждают и тонко нарезают. Его часто используют на ругброде, чтобы сделать традиционный датский открытый сэндвич, смёрребрёд, обычно украшенный толстым ломтиком скай и кольцами сырого лука.